# Lista silników JavaScriptu
Lista silników JavaScriptu.

## Silniki JavaScriptu
- Chakra – silnik używany w Internet Explorerze od wersji 9 oraz w przeglądarce Microsoft Edge
- JavaScriptCore – początkowo fork KJS, a obecnie osobny projekt rozwijany przez Apple i używany przez Safari
- KJS – silnik stworzony pierwotnie dla Konquerora, używany przez KDE
- Rhino – jeden z kilku silników JavaScriptu zarządzanych przez Mozilla Foundation, używa platformy Javy
- SpiderMonkey – silnik JavaScriptu rozwijany przez Mozilla Foundation, używany m.in. w Firefoksie i SeaMonkey
- V8 – silnik używany przez Google Chrome i Node.js.

### Eksperymentalne
- Continuum – interpreter ES6 napisany w ES3
- Espruino – mikrokontroler wykonujący JavaScript
- Narcissus – stworzony przez Brendana Eicha interpreter JavaScriptu napisany w JavaScripcie.

### Historyczne
- Caracan – interpreter używany przez Operę od wersji 10.50 do 12.18
- Chakra – interpreter używany w Internet Explorerze do wersji 8 włącznie
- QtScript – używany przez Qt do wersji 5.5.